# 2011 год в литературе

## События
- Премию имени Сергея Довлатова получил Эдуард Кочергин с книгами «Ангелова кукла» и «Крещённые крестами».

### Мероприятия
- 26 января — 6 февраля — 43-я Каирская международная книжная ярмарка.
- Начал действовать сайт белорусского ежемесячного журнала для детей «Вясёлка».
- 20—25 февраля — XXV Международная книжная выставка-ярмарка в Иерусалиме (The Jerusalem International Book Fair), в рамках которой Иэну Макьюэну была вручена «Иерусалимская премия»[1].
- 1 марта — объявлен длинный список номинантов на премию «Национальный бестселлер».
- 17—20 марта — «Лейпцигская книжная ярмарка».
- Апрель — VI Церемония награждения лауреатов конкурса «Русская премия»−2010.
- 20 апреля — объявлен «Длинный список» шестого сезона премии «Большая книга»[2].
- 26 апреля — объявлен короткий список номинантов на премию «Национальный бестселлер» 2011 года.
- 10—15 мая — XII Конгресс МАПРЯЛ «Русский язык и литература во времени и пространстве» (Шанхай, КНР)[3].
- 25 мая — объявлен «Список финалистов» шестого сезона премии «Большая книга».
- 23 июня — окончилась кампания Маленького большого чтения в Болгарии. Самой любимой детской книгой объявлена «Пеппи Длинныйчулок» Астрид Линдгрен.
- 1—3 сентября — «Вторые довлатовские чтения» (Санкт-Петербург)[4], завершившиеся вручением Премии имени Сергея Довлатова[5].
- 7—12 сентября — XXIV Московская международная книжная выставка-ярмарка (ВВЦ).
- 2—6 ноября — V Красноярская ярмарка книжной культуры (КрЯКК)[6].
- 29 ноября — объявлены лауреаты премии «Большая книга»[7].
- 30 ноября — 4 декабря — Московская международная книжная выставка интеллектуальной литературы «Non/fiction».

## Премии

### Международные
- Нобелевская премия по литературе — Тумас Транстрёмер, «За точные и богатые образы, которые дали читателям по-новому взглянуть на реальный мир»[8].
- Дублинская литературная премия —  Колум Маккэнн, «И пусть вращается прекрасный мир» (англ. Let the Great World Spin).
- Премия Виленицы — Мирча Кэртэреску.
- Премия Агаты — Маргарет Мэрон, «Three-Day Town».
- Премия Франца Кафки — Джон Бэнвилл.
- Нейштадтская литературная премия — не вручалась.
- Премия мира немецких книготорговцев — Буалем Сансаль.
- Премия имени О. Генри «Дары волхвов» — Николай Фоменко за рассказ «Ракетный пояс Москвы»[9].
- АБС-премия:
  - номинация «Художественная проза» — Вячеслав Рыбаков, роман «Се творю»;
  - номинация «Критика и публицистика» — Геннадий Прашкевич, «Герберт Уэллс» (биография).
- Премия «Хьюго» за лучший роман — Конни Уиллис, «Затемнение/Отбой тревоги» (англ. Blackout/All Clear)[10].
- Премия «Хьюго» за лучшую повесть — Тед Чан, «Жизненный цикл программных объектов» (англ. The Lifecycle of Software Objects)[10].
- Премия «Хьюго» за лучшую короткую повесть — Аллен Стил, «Император Марса» (англ. The Emperor of Mars)[10].
- Премия «Хьюго» за лучший рассказ — Мэри Робинетт Коваль, «Оттого что в кузнице» (англ. For Want of a Nail)[10].
- Международная детская литературная премия имени В. П. Крапивина:
  - Первое место — Михаил Логинов (Россия, г. Санкт-Петербург) и Евгений Аврутин (Великобритания) — за роман «Дочь капитана Летфорда, или Приключения Джейн в стране Россия»;
  - Второе место — Юлия Кузнецова (Россия, г. Москва) — за повесть «Помощница ангела»;
  - Третье место — Елена Владимирова (Россия, г. Тамбов) — за повесть «Младшие Экзюпери»;
  - Четвёртое место — Екатерина Каретникова (Россия, г. Санкт-Петербург) — за повесть «Июньские приключения»[11].

### Австрия
- Австрийская государственная премия по европейской литературе —  Хавьер Мариас[12].
- Премия Эриха Фрида — Томас Штангль.

### Великобритания
- Букеровская премия — Джулиан Барнс, «Предчувствие конца» (англ. The Sense of an Ending).
- Женская премия за художественную литературу — Теа Обрехт, «Жена тигра» (англ. The Tiger’s Wife)[13].

### Германия
- Премия Георга Бюхнера — Фридрих Кристиан Делиус.
- Бременская литературная премия —  Фридерика Майрёккер.
- Премия Гёте — Али Ахмад Саид Асбар.

### Израиль
- Литературная премия имени Бялика — не присуждалась.
- Иерусалимская премия — Иэн Макьюэн.

### Испания
- Премия Сервантеса — Никанор Парра.
- Премия принцессы Астурийской — Леонард Коэн[14].

### Норвегия
- Премия Ибсена — Леннарт Лидстрём, «Pingviner i Sahara».

### Россия
- «Национальный бестселлер» — Дмитрий Быков, «Остромов, или Ученик чародея».
- Премия Александра Солженицына — литературовед Елена Чуковская, «за подвижнический труд по сохранению и изданию богатейшего наследия семьи Чуковских; за отважную помощь отечественной литературе в тяжёлые и опасные моменты её истории»[15].
- Премия имени П. П. Бажова:

1. Владимир Виниченко — за книгу стихотворений для детей младшего школьного возраста «День дарения или Добро побаловать»;
2. Тамара Михеева — за художественное раскрытие темы преодоления одиночества и обретения семьи в повести «Лёгкие горы»;
3. Слава Рабинович — за вклад в развитие литературного диалога между странами и народами;
4. Алексей Рыжков — за создание литературного и художественного образа Екатеринбурга в жанре занимательного краеведения в книге «Нарисованный город»;
5. Андрей Юрич (Андрей Иванов) — за современный роман взросления «Ржа».

- Независимая литературная премия «Дебют»:
  - номинация «Крупная проза» — Владислав Пасечник за повесть «Модэ».
  - номинация «Малая проза» — Эдуард Лукоянов за подборку рассказов.
  - номинация «Поэзия» — Андрей Бауман за книгу «Тысячелетник».
  - номинация «Драматургия» — Екатерина Васильева за пьесы «Ты была у меня», «Люби меня сильно», «Однажды мы все будем счастливы».
  - номинация «Эссеистика» — Марианна Ионова за произведение «Жители садов».
  - номинация «Фантастика» — Анна Леонидова за роман «Прежде чем сдохнуть»[16].
- Литературная премия «Большая книга»:
  - Первая премия — Даниил Гранин, «Мой лейтенант…».
  - Вторая премия — Александр Кабаков и Евгений Попов, «Аксёнов».
  - Третья премия — Марина Степнова, роман «Женщины Лазаря»[17].
- Премия Ивана Петровича Белкина — Алексей Козлачков, «Запах искусственной свежести».
- Литературная премия «НОС» — Игорь Вишневецкий, «Ленинград»[18].
- Русский Букер — Александр Чудаков, «Ложится мгла на старые ступени».
- Премия Андрея Белого:
  - номинация «Поэзия» — Андрей Поляков;
  - номинация «Проза» — Николай Байтов;
  - номинация «Гуманитарные исследования» — Дмитрий Замятин, Елена Петровская;
  - номинация «Литературные проекты/Критика» — Юлия Валиева.
- Национальная литературная премия «Поэт» — Виктор Соснора[19].
- Литературная премия «Чаша круговая»:
  - Первое место — Элеонора Корнилова;
  - Второе место — Борис Телков;
  - Третье место — Герман Иванов[20].
- Всероссийская премия имени Самуила Маршака:
  - номинация «Проза» — Александр Гиневский
  - номинация «Поэзия» —  Сергей Белорусец[21].

### США
- Пулитцеровская премия за художественную книгу — Дженнифер Иган, «Визит отрядов головорезов» (англ. A Visit from the Goon Squad)[22].
- Пулитцеровская премия за лучшую драму —  Брюс Норрис, «Клайборн Парк» (англ. Clybourne Park)[23].
- Пулитцеровская премия за поэзию — Кей Райан,  «Лучшее из этого: новые и избранные» (англ. The Best of It: New and Selected Poems)[24].
- Премия Эдгара Аллана По:
  - номинация «за лучший роман» — Стив Гамильтон, «Художник Локк» (англ. The Lock Artist);
  - номинация «за первый лучший роман» — Брюс ДеСильва, «Остров изгоев» (англ. Rogue Island)[25][26].
- Всемирная премия фэнтези за лучшую повесть — Элизабет Хэнд, «Первый полёт „Беллерофонта“» (англ. The Maiden Flight of McCauley’s Bellerophon).
- Всемирная премия фэнтези за лучший роман — Ннеди Окорафор, «Кто боится смерти» (англ. Who Fears Death).
- Всемирная премия фэнтези за лучший рассказ — Джойс Кэрол Оутс, «Окаменелости» (англ. Fossil-Figures).

### Франция
- Гонкуровская премия — Алексис Женни, «Французское искусство войны» (фр. L'Art français de la guerre)[27].
- Премия Фенеона — Жюстин Ожье, «En règle avec la nuit».
- Премия Медичи:
  - премия «за роман» — Матье Линдон, «Ce qu’aimer veut dire»
  - премия «за лучшее зарубежное произведение» — Давид Гроссман;
  - премия «за эссеистику» — Сильвен Тессон, «В сибирских лесах» (фр. Dans les forêts de Sibérie).
- Премия Ренодо — Эмманюэль Каррер, «Лимонов» (фр. Limonov).

### Швеция
- Премия памяти Астрид Линдгрен — Шон Тан[28].
- Литературная премия Шведской академии — Эрнст Яр[англ.][29].

### Япония
- Литературная премия имени Номы — Ёко Тавада — «Снежные подмастерья» (雪の練習生).
- Премия имени Рюноскэ Акутагавы:
  - 2011а: премия не присуждалась
  - 2011б: То Эндзё — «Бабочка клоуна» (道化師の蝶) и Синъя Танака — «Каннибализм» (共喰い)
- Литературная премия имени Сэя Ито:

1. Мицуё Какута, «Дом на дереве» (ツリーハウス);
2. Кацускэ Мияути, «Дьявольская любовь» (魔王の愛).

- Премия имени Дзюнъитиро Танидзаки — Маюми Инаба — «К полуострову» (半島へ).

## Книги
- «Приближение к дому» — Вадима Муратханов, сборник поэзии и прозы.
- «Стенография начала века» — Марк Харитонов, сборник эссе.

### Романы
- «Весна на Луне» — Юлия Кисина.
- «Ворон белый. История живых существ» —  Павел Крусанов.
- «Две сестры и Кандинский» — Владимир Маканин.
- «День независимости» — Вадим Ярмолинец.
- «Египет — 69» — Игорь Куберский.
- «Математик» — Александр Иличевский.
- «Медведки» —  Мария Галина.
- «Московский дивертисмент» — Владимир Рафеенко.
- «Мы, народ…» — Андрей Столяров.
- «Мэбэт» — Александр Григоренко.
- «Орлеан» — Юрий Арабов.
- «Повесть, которая сама себя описывает» — Андрей Ильенков.
- «Ржа» — Андрей Юрич (Андрей Иванов).
- «Синяя кровь» — Юрий Буйда.
- «Тубплиер» — Давид Маркиш.
- «Чёрный шар» — Юлия Вертела.

### Повести
- «Алхимик» — Георгий Давыдов.
- «Бабушка» — Виктор Лавров.
- «Вопль впередсмотрящего» — Анатолий Гаврилов.
- «Все так» — Елена Стяжкина.
- «Господствующая высота» —  Андрей Хуснутдинов.
- «Гроб для Даниила Хармса» — Тамара Ветрова.
- «Как Дед Мороз на свет появился» — Марина Москвина.
- «Жало» — Сухбат Афлатуни.
- «Жизнь в другую сторону» — Виктор Никитин.
- «Запах искусственной свежести» — Алексей Козлачков.
- «История одного побега» — Николай Соколов.
- «Крикун кондуктор, не тише разносчик и гриф…» —  Юлия Кокошко.
- «Лёгкие горы» — Тамара Михеева.
- «Летучий голландец» — Игорь Кузнецов[30].
- «Любовный канон» — Наталия Соколовская.
- «Моцарт в три пополудни» — Наталия Соколовская.
- «На воздушном шаре — туда и обратно» —   Юлия Винер.
- «Неизвестный роман Достоевского» — Александр Медведев.
- «Нелегалка» — Наталья Лазарева[31].
- «Остывшие гильзы» — Ася Умарова[32].
- «От Анконы до Бостона: мои уроки» Ирина Чайковская
- «Палево» — Дэн Шорин.
- «По эту сторону Стикса» — Дэн Шорин.
- «Суть дела» — Вячеслав Пьецух.
- «Узел жизни» — Марк Харитонов.
- «Maxximum Exxtremum» — Алексей Шепелёв.
- «Tanger» — Фарид Нагим.
- «Дорога в снегопад» — Антон Уткин.

### Малая проза
- «Бхишма» —  Дэн Шорин.
- «Дикие лебеди» — Дэн Шорин.
- «Звезды для дочки» — Дэн Шорин.
- «Крик домашней птицы» — Максим Осипов, сборник рассказов.

### Научно-популярная литература
- «Думай медленно... решай быстро» (англ. Thinking, Fast and Slow) — книга израильско-американского психолога Даниэля Канемана.
- «Лучшее в нас. Почему насилия в мире стало меньше» (англ. The Better Angels of Our Nature: Why Violence Has Declined) — книга канадо-американского когнитивного психолога, психолингвиста и популяризатора науки Стивена Пинкера.

## Умершие

### Январь
- 1 января — Георгий Александрович Балл (род. 9 июня 1927) — российский писатель и драматург.
- 3 января
  - Фадил Хаджич (род. 23 апреля 1922) — хорватский режиссёр, сценарист, драматург и журналист;
  - Эва Штриттматтер (нем. Eva Strittmatter; род. 8 февраля 1930) — немецкая писательница и поэтесса.
- 4 января
  - Дик Кинг-Смит (англ. Dick King-Smith; род. 27 марта 1922) — английский детский писатель;
  - Бернард Харпер Фридман, известный как Б. Х. Фридман (англ. B. H. Friedman; род. 27 июля 1926) — американский писатель-биографист и художественный критик;
  - Хадайятулла Хюбш (нем. Hadayatullah Hübsch; род. 8 января 1946) — немецкий писатель и журналист, представитель германского мусульманского сообщества.
- 5 января — Дэвид Харт (англ. David Hart; род. 4 февраля 1944) — британский писатель и драматург, предприниматель и советник Маргарет Тэтчер.
- 10 января — Джо Горс (англ. Joe Gores; род. 25 декабря 1931) — американский писатель детективов, киносценарист.
- 11 января — Марсель Трудел (фр. Marcel Trudel; род. 29 мая 1917) — канадский историк, автор более 40 книг по истории Новой Франции.
- 13 января — Анатолий Владимирович Молчанов (род. 5 августа 1932) — советский и российский поэт.
- 14 января — Сун Аксельссон (швед. Sun Axelsson, полное имя — Mignon Sun Walhelde Axelsson Piper; род. 10 августа 1935) — шведская поэтесса, романист, переводчик и журналист.
- 15 января
  - Кеннет Грант (род. 23 мая 1924) — британский оккультный писатель и поэт;
  - Ромулус Линней (англ. Romulus Linney, полное имя — Romulus Zachariah Linney IV; род. 21 сентября 1930) — американский драматург.
- 16 января — Владимир Дмитриевич Селиванов (Буряк) (род. 7 апреля 1944) — украинский поэт, прозаик, литературовед.
- 17 января — Жан Дютур (род. 14 января 1920) — французский писатель, член Французской академии, президент Ассоциации защиты французского языка.
- 18 января — Борис Николаевич Никольский (род. 9 октября 1931) — советский, российский писатель, главный редактор журнала «Нева» (1984−2006).
- 21 января — Николай Трофимович Чадович (род. 29 октября 1948) — белорусский писатель-фантаст.
- 24 января
  - Кадыр Гинаятович Мырзалиев (род. 5 января 1935) — народный писатель Казахстана, поэт, соавтор первого казахстанского гимна.
  - Анна Яблонская (род. 20 июля 1981) — украинский русскоязычный драматург, поэт, прозаик, публицист.
- 31 января
  - Николай Константинович Доризо (род. 22 октября 1923) — русский поэт.
  - Лидия Михайловна Лотман (род. 7 ноября 1917) — советский и российский литературовед, исследователь русской литературы XIX века.

### Февраль
- 2 февраля — Эрик Николь (Eric Nicol; род. 28 декабря 1919) — канадский писатель.
- 3 февраля — Эдуар Глиссан (фр. Édouard Glissant; род. 21 сентября 1928) — французский писатель, поэт и литературный критик.
- 4 февраля — Владимир Владимирович Кунин (род. 19 июня 1927) — советский и российский писатель, драматург, сценарист.
- 5 февраля — Брайан Джейкс (род. 15 июня 1939) — английский писатель, автор сериала «Рэдволл».
- 6 февраля — Андре Шедид (фр. Andrée Chedid; род. 20 марта 1920) — французская поэтесса и романист ливийского происхождения.
- 7 февраля — Владимир Григорьевич Соколовский (род. 5 мая 1945) — советский и российский писатель.
- 11 февраля — Бу Карпелан (род. 25 октября 1926) — финский шведоязычный поэт, писатель и переводчик.
- 12 февраля — Азильхан Нуршаихов (род. 15 декабря 1922) — народный писатель Казахстана.
- 15 февраля:

 — Умукурсюн Арзулумовна Мантаева (род. 9 июня 1924) — народный писатель Дагестана, драматург и прозаик;
 — Франсуа Нурисье (род. 18 мая 1927) — французский писатель, литературный критик и издатель, президент Гонкуровской академии.
- 16 февраля

 — Хазби Соломонович Габуев (род. 14 февраля 1931) — осетинский поэт и правозащитник;
 — Юстинас Марцинкявичюс (род. 10 марта 1930) — литовский поэт, прозаик, драматург.
- 17 февраля — Арасалан Жамбалович Жамбалон (род. 28 мая 1924) — член Союза писателей и журналистов СССР, России, народный поэт Бурятии.
- 21 февраля — Сафармухаммад Аюби (род. 20 декабря 1945) — народный таджикский поэт и драматург, народный поэт Таджикистана.
- 22 февраля — Николай Георгиевич Марусич (род. 1951) — киргизский бард и актёр.
- 23 февраля:

 — Алексей Григорьевич Атеев (род. 12 августа 1953) — магнитогорский писатель и журналист, член Союза писателей и Союза журналистов России;
 — Лиза Вольфсон (род. в 1963) — американская писательница;
 — Жан Лартеги (род. 5 сентября 1920) — французский писатель и сценарист.
- 24 февраля — Валерий Леонидович Возженников (род. 22 февраля 1941) — пермский поэт, член Союза писателей России.
- 25 февраля — Исидора Агирре, чилийская писательница и драматург.
- 26 февраля — Арношт Лустиг (род. 21 декабря 1926) — чешский писатель.
- 27 февраля — Моасир Скляр (род. 23 марта 1937) — бразильский писатель.
- 28 февраля — Нетива Бен-Йегуда — израильская писательница и радиоведущая.

### Апрель
- 4 апреля — Жамбын Пурэв, монгольский писатель, лауреат Государственной премии Монголии (род. 1921).
- 24 апреля — Балаш Азероглу, народный поэт Азербайджана (род. 1921).

### Май
- 7 мая — Миклош Хубаи, венгерский писатель, сценарист (род. в 1918).

### Август
- 21 августа — Эдит Тьемпо, филиппинская поэтесса, писательница-фантаст, литературовед (род. 1919).

### Октябрь
- 28 октября — Шрилал Шукла, индийский писатель на хинди (род. 1925).

### Ноябрь
- 17 ноября — Пьер Дюмайе (род. 1923), французский журналист, писатель, сценарист, телеведущий («Чтение для всех»), продюсер.[33]